# Amélia Augusta de Azevedo
Amélia Augusta de Azevedo (1840 — 1913) foi uma compositora madeirense que se destacou não só a nível nacional, mas também em França onde estudou e viu a sua faceta de compositora ser premiada.

## Carreira

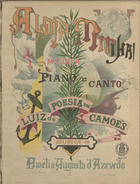
Capa de Alma minha!, melodia para piano e canto (1880-1881)

Nascida no Funchal em 1840, era filha de António Pedro de Azevedo, e a sua presença no meio musical insular é detetável entre 1860 e 1866. A 4 de julho de 1873, Amélia estava em Lisboa, a prestar provas de Teoria Musical e Solfejo de 2º e 3º  anos no Conservatório Nacional. Aprovada na primeira disciplina, faltou ao segundo exame sem que se saiba a razão.
Em data que não se pode precisar, Amélia de Azevedo rumou a França, onde se pensa que pode ter prosseguido estudos no Conservatoire Nationale de Musique et Déclamation, em Paris, estando, de acordo com Fernando Augusto da Silva, e em data posterior a 1885, a dar concertos em Lião. O mesmo autor considera-a, ainda, uma exímia “tocadora de machete e braga”. O seu virtuosismo vem igualmente atestado por um articulista do Diário Popular que, em 1898, referia que a Imperatriz Sissi teria ficado agradavelmente surpreendida pela “execução em machete e cavaquinho madeirense” de músicas tocadas por Amélia de Azevedo.
Além da reputação como instrumentista, Amélia de Azevedo seria, ainda, reconhecida como compositora, sendo de sua autoria “Recordações de Cintra”, “Alma Minha”, “Le Regret” e “Paris Russophile”. As duas primeiras composições foram publicadas em Lisboa e encontram-se na Biblioteca Nacional, enquanto as duas últimas foram editadas em Paris, em 1884 e 1891, respetivamente, e pertencem ao espólio da Bibliothèque Nationale de France. A assinatura que consta quer de “Le regret”, valsa para piano,  quer de “Paris Russophile”, galope para piano, é a de Amélie A. d’Azevedo, mas a certeza da presença da compositora em França naqueles anos autoriza a assunção de que se trata da autora madeirense, ideia que ainda se reforça pela referência a alguém com o mesmo nome na obra  Le Conservatoire national de musique et de déclamation. Documents historiques et administratifs (1900), de Constant Pierre.
Amélia Azevedo levou ao Concurso Internacional de Música, no Trocadéro, no âmbito da Exposição Universal de Paris, em 1889, o seu  “Paris Russophile”, e nesse certame foi distinguida com um segundo lugar e menção honrosa.

## Obras
- Alma minha!,  melodia para piano e canto / poesia de Luiz de Camões; musica de Amelia Augusta d' Azevedo. - [Lisboa?]: Imp. Nacional, [1880-1881]. - [2] f. : not. mus. ; 38cm.
- Recordações de Cintra, polka mazurka / composta por Amelia A. d'Azevedo. - 2ª ed.. - [Lisboa : s.n., 18--]. - [1], 4 p. ; 36 cm.
- Le regret: valse facile pour piano: (op. 23). Ill. par A. Courtines. Paris: Choudens père & fils, [1885], 3 p..[3]
- Amérique: marche triomphale [ca. 1900], mss., 8 p. (para piano), Estados Unidos da América. University Library, University of Illinois at Urbana-Champaign. Center for American Music. The Sousa Archives.
- O Natal: polka para piano, op. 24. [Lisboa?: ed. do A., 19--][4].
- Chasseur d'Afrique: galope brilhante para piano. [Lisboa: E. A., 18--], 7 p.[5].
- O Balão: polka carnavalesca para piano podendo ser executada juntamente com guisos e cri-cri: op. 22. [Lisboa?: ed. de A. 18--][6].
- Hinos: Estrella de Itália: hymno a sua magestade a Rainha a Senhora D. Maria Pia de Saboya. [S. l.: s. n., 189-].